# 브라이언 타이어니
브라이언 타이어니 DFC & Bar (Brian Tierney, 1922년 5월 7일 ~ 2019년 11월 30일)는 영국의 역사학자, 중세사학자이다. 미국 가톨릭 대학교에서 8년 간 근무한 후 1959년 코넬 대학교에서 중세사 교수가 되었으며 1969년 골드윈 스미스 중세사 교수, 1977년 보우머 인문연구 교수가 되었다. 주로 중세 교회사, 특히 교회의 구조와 중세 국가 체제에 대해 연구하였다. 저서로 《중세 구빈법》(Medieval Poor Law, 1959), 《서양 중세사》(Western Europe in the Middle Ages, 300-1475, 1970), 《자유와 법》(Liberty and Law. The Idea of Permissive Natural Law, 1100-1800, 2014) 등이 있다.

## 저서
- Western Europe in the Middle Ages, 300-1475 (New York, 1970) (시드니 페인터 공저)
  - 브라이언 타이어니; 시드니 페인터 (2019년 12월 30일). 《서양 중세사: 유럽의 형성과 발전》. 번역 이연규. 집문당. ISBN 9788930318440.
- Liberty and Law. The Idea of Permissive Natural Law, 1100-1800 (Washington D.C., 2014)